# NGC 444
NGC 444 is een spiraalvormig sterrenstelsel in het sterrenbeeld Vissen. Het hemelobject ligt ongeveer 200 miljoen lichtjaar van de Aarde verwijderd en werd op 26 oktober 1854 ontdekt door de Ierse astronoom William Parsons.

## Synoniemen
- IC 1658
- PGC 4561
- KCPG 28A
- UGC 810
- KUG 0113+308
- MCG 5-4-7
- ZWG 502.15